# Buglossoporus
Buglossoporus is een geslacht van schimmels behorend tot de familie Fomitopsidaceae. De typesoort is Buglossoporus quercinus.

## Soorten
Volgens Index Fungorum telt het geslacht elf soorten (peildatum maart 2023):
| Soortnaam                   | Auteur(s)                     | Publicatiejaar |
| --------------------------- | ----------------------------- | -------------- |
| Buglossoporus americanus    | D.A. Reid                     | 1976           |
| Buglossoporus brunneiflavus | Corner                        | 1984           |
| Buglossoporus eucalypticola | M.L. Han, B.K. Cui & Y.C. Dai | 2016           |
| Buglossoporus flavus        | Corner                        | 1984           |
| Buglossoporus heritierae    | Corner                        | 1984           |
| Buglossoporus magnus        | Corner                        | 1984           |
| Buglossoporus malesianus    | Corner                        | 1984           |
| Buglossoporus marmoratus    | Corner                        | 1984           |
| Buglossoporus matangensis   | Corner                        | 1984           |
| Buglossoporus quercinus     | (Schrad.) Kotl. & Pouzar      | 1966           |
| Buglossoporus rufescens     | Corner                        | 1984           |